# Comté de Polk (Caroline du Nord)
Pour les articles homonymes, voir Comté de Polk.
Le comté de Polk est un comté situé dans l'État de Caroline du Nord aux États-Unis.

## Histoire
Le comté a été formé à partir des comtés de Rutherford et de Henderson. Son nom vient de William Polk (en), un colonel de la guerre d'indépendance des États-Unis.

## Géographie

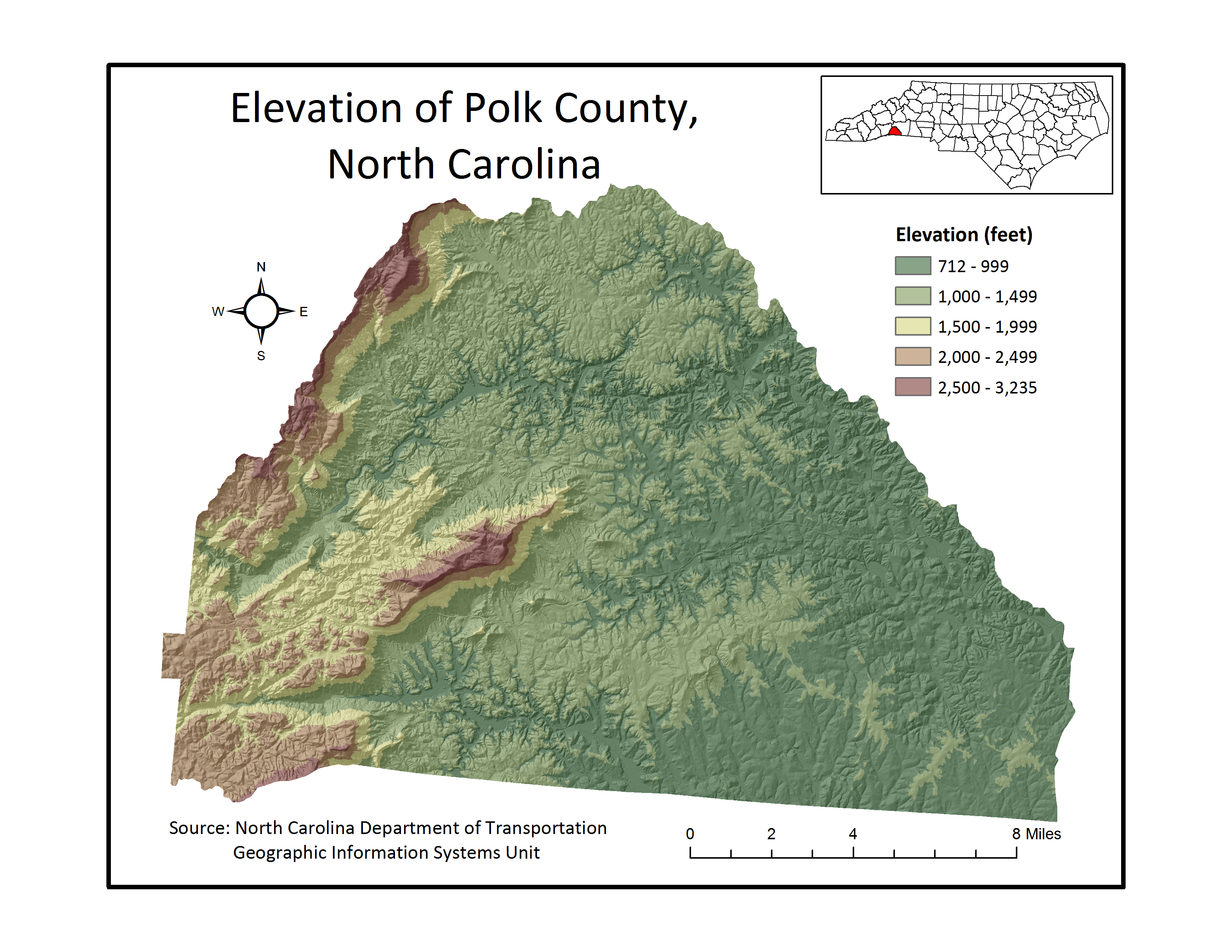
Carte du relief du comté

D'après le bureau du recensement des États-Unis, le comté a une superficie de 620 km2, dont 0,31 % en eau. Le lac le plus important est le lac Adger, à 8 km au nord de Columbus. Son altitude varie entre 240 m. (confluence entre la Green River (en) et la Broad River et 980 m. au Pic Tryon.
Le comté est partagé entre deux régions naturelles, les montagnes Blue Ridge dans le tiers ouest et le Piedmont pour les deux-tiers est. La région du comté est souvent appelée « Foothills ».

## Démographie
Au recensement de 2010, le comté compte 20 510 habitants, 8 989 ménages et 5 781 familles résidentes. La densité de population s'élève à 33 hab/km2.
La répartition ethnique est principalement de 90,8 % d'Euro-Américains et 4,5 % d'Afro-Américains.
| 1860  | 1870  | 1880  | 1890  | 1900  | 1910  |
| ----- | ----- | ----- | ----- | ----- | ----- |
| 4 043 | 4 319 | 5 062 | 5 902 | 7 004 | 7 640 |

| 1920  | 1930   | 1940   | 1950   | 1960   | 1970   |
| ----- | ------ | ------ | ------ | ------ | ------ |
| 8 832 | 10 216 | 11 874 | 11 627 | 11 395 | 11 735 |

| 1980   | 1990   | 2000   | 2010   | - | - |
| ------ | ------ | ------ | ------ | - | - |
| 12 984 | 14 416 | 18 324 | 20 510 | - | - |

## Divisions administratives

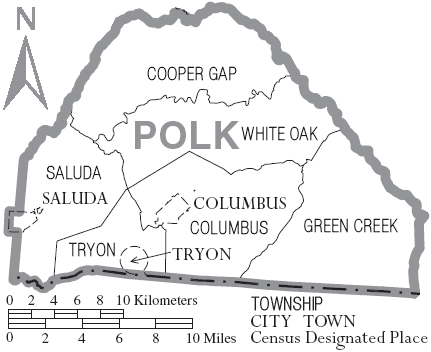
Carte du comté de Polk

Le comté est divisé en 6 townships (Columbus, Cooper's Gap, Green Creek, Saluda, Tryon et White Oak) et trois villes, Columbus, Saluda et Tryon.

## Transports
L'échangeur entre l'Interstate 26 et la U.S. Route 74 est situé à Columbus. L'interstate permet d'aller vers le Tennessee et la Caroline du Sud, et notamment vers Charleston.

## Source
- (en) Cet article est partiellement ou en totalité issu de l’article de Wikipédia en anglais intitulé « Polk County, North Carolina » (voir la liste des auteurs).